# Карнаух, Юрий Юрьевич
Юрий Юрьевич Карнаух (1938—2009) — советский и российский финансист и банкир.

## Биография
Родился 6 октября 1938 года.
В 1960 году окончил Московский финансовый институт (ныне Финансовый университет при Правительстве Российской Федерации).
В 1960—1961 годах работал экспертом управления иностранных операций Госбанка СССР.
В 1961—1969 годах — эксперт, затем начальник отдела валютного плана, заместитель начальника валютно-финансового управления Внешторгбанка СССР.
В 1969—1974 годах Юрий Карнаух работал директором валютного управления «Восход Хандельсбанка» (Wozkhod Handelsbank).
В 1974—1976 годах был заместителем начальника валютно-экономического управления Госбанка СССР.
В 1976—1984 годах — президент «Восход Хандельсбанка». После банкротства банка был отстранён от руководящей работы.
В 1984—1987 годах — главный эксперт Правления Внешторгбанка СССР.
Затем перешел на работу в Министерство нефтеперерабатывающей промышленности, где в 1988 году принимал участие в создании «Нефтехимбанк». После этого в 1989 году создавал банк для Министерства радиопромышленности СССР — «Промрадтехбанк» (банк предприятий российской радиоэлектронной промышленности). Потом Ю. Ю. Карнаух ушел первым заместителем в Московский индустриальный банк (был создан Фёдором Александровичем Плескановским, возглавлявшим в советское время Московское городское управление Промстройбанка СССР).
После выхода на пенсию проживал в Москве. Был награждён орденами и медалями.
Умер 25 июня 2009 года.